# Diócesis de Otukpo
La diócesis de Otukpo (en latín: Dioecesis Otukpoëna y en inglés: Roman Catholic Diocese of Otukpo) es una circunscripción eclesiástica de la Iglesia católica en Nigeria. Se trata de una diócesis latina, sufragánea de la arquidiócesis de Abuya. Desde el 17 de diciembre de 2002 su obispo es Michael Ekwoy Apochi.

## Territorio y organización
La diócesis tiene 13 015 km² y extiende su jurisdicción sobre los fieles católicos de rito latino residentes en el estado de Benue, en 9 áreas de gobierno local: Ado, Agatu, Apa, Otukpo, Okpokwu, Oju, Ogbadibo, Ohimini y Obi.
La sede de la diócesis se encuentra en la ciudad de Otukpo, en donde se halla la Catedral de San Francisco.
En 2021 en la diócesis existían 61 parroquias.

## Historia
La diócesis fue erigida el 10 de julio de 1995 con la bula Gravissimis in muneris del papa Juan Pablo II, derivando el territorio de la diócesis de Makurdi.

## Estadísticas
Según el Anuario Pontificio 2022 la diócesis tenía a fines de 2021 un total de 719 700 fieles bautizados.
| Año                                                                             | Población            | Población | Población      | Sacerdotes | Sacerdotes    | Sacerdotes    | Bautizados por sacerdote | Diáconos permanentes | Religiosos | Religiosos | Parroquias |
| Año                                                                             | Bautizados católicos | Total     | % de católicos | Total      | Clero secular | Clero regular | Bautizados por sacerdote | Diáconos permanentes | Varones    | Mujeres    | Parroquias |
| ------------------------------------------------------------------------------- | -------------------- | --------- | -------------- | ---------- | ------------- | ------------- | ------------------------ | -------------------- | ---------- | ---------- | ---------- |
| 1999                                                                            | 364 024              | 2 318 215 | 15.7           | 40         | 27            | 13            | 9100                     |                      | 13         | 33         | 29         |
| 2000                                                                            | 379 152              | 2 348 240 | 16.1           | 45         | 32            | 13            | 8425                     |                      | 13         | 35         | 29         |
| 2001                                                                            | 453 670              | 1 520 410 | 29.8           | 48         | 35            | 13            | 9451                     |                      | 13         | 30         | 30         |
| 2002                                                                            | 472 530              | 2 610 320 | 18.1           | 48         | 35            | 13            | 9844                     |                      | 13         | 30         | 30         |
| 2003                                                                            | 497 642              | 2 705 047 | 18.4           | 48         | 35            | 13            | 10 367                   |                      | 13         | 32         | 30         |
| 2004                                                                            | 502 437              | 2 843 105 | 17.7           | 49         | 35            | 14            | 10 253                   |                      | 14         | 24         | 30         |
| 2013                                                                            | 590 840              | 3 581 000 | 16.5           | 84         | 72            | 12            | 7033                     |                      | 44         | 27         | 43         |
| 2016                                                                            | 630 000              | 3 819 000 | 16.5           | 93         | 79            | 14            | 6774                     |                      | 37         | 31         | 48         |
| 2019                                                                            | 689 760              | 4 181 350 | 16.5           | 107        | 94            | 13            | 6446                     |                      | 13         | 43         | 58         |
| 2021                                                                            | 719 700              | 4 427 350 | 16.3           | 114        | 98            | 16            | 6313                     |                      | 16         | 43         | 61         |
| Fuente: Catholic-Hierarchy, que a su vez toma los datos del Anuario Pontificio. |                      |           |                |            |               |               |                          |                      |            |            |            |

## Episcopologio
- Fidelis Uga Orgah † (10 de julio de 1995-7 de diciembre de 2000 falleció)
- Michael Ekwoy Apochi, desde el 17 de diciembre de 2002